# Wola Stara (gromada)
Wola Stara – dawna gromada, czyli najmniejsza jednostka podziału terytorialnego Polskiej Rzeczypospolitej Ludowej w latach 1954–1972.
Gromady, z gromadzkimi radami narodowymi (GRN) jako organami władzy najniższego stopnia na wsi, funkcjonowały od reformy reorganizującej administrację wiejską przeprowadzonej jesienią 1954 do momentu ich zniesienia z dniem 1 stycznia 1973, tym samym wypierając organizację gminną w latach 1954–1972.
Gromadę Wola Stara z siedzibą GRN w Woli Starej (w obecnym brzmieniu Stara Wola) utworzono – jako jedną z 8759 gromad na obszarze Polski – w powiecie rypińskim w woj. bydgoskim, na mocy uchwały nr 24/10 WRN w Bydgoszczy z dnia 5 października 1954. W skład jednostki weszły obszary dotychczasowych gromad Wola Stara, Gorzeń, Gugoły (bez Brysk i Huty Łukomskiej) i Mierzęcin (bez miejscowości Topiąca) oraz miejscowość Jaźwiny z dotychczasowej gromady Szczechowo ze zniesionej gminy Szczutowo w powiecie rypińskim w woj. bydgoskim, a także obszar dotychczasowej gromady Białasy ze zniesionej gminy Borkowo w powiecie sierpeckim w woj. warszawskim. Dla gromady ustalono 17 członków gromadzkiej rady narodowej.
1 stycznia 1956 gromadę włączono do powiatu sierpeckiego w woj. warszawskim.
Gromadę zniesiono 1 stycznia 1959, a jej obszar włączono do gromady Szczutowo w tymże powiecie.